# Vlajka Curaçaa

Vlajka Curaçaa
Poměr stran: 2:3

Vlajka Curaçaa, jedné z konstitučních zemí Nizozemského království, je tvořena listem o poměru stran 2:3 se třemi vodorovnými pruhy, modrým, žlutým a modrým, o poměru šířek 5:1:2. V horním rohu se nacházejí 2 pěticípé hvězdy, blíže rohu menší, dále větší (hvězdy mají průměry 1⁄6 a 2⁄9 výšky vlajky. Střed menší je 1⁄6 výšky vlajky od levého a horního okraje, střed větší je 1⁄3 od levého a horního okraje. Modrá barva je Pantone 280 a žlutá Pantone 102.
Horní pruh symbolizuje nebeskou oblohu, žlutý slunce a dolní pruh Karibské moře, omývající ostrov. Velká hvězda reprezentuje ostrov Curaçao a malá hvězda ostrov Klein Curaçao.
Oproti historické vlajce z let 1982–1984 jsou hvězdy na současné vlajce pootočené cípem nahoru.

## Galerie

Vlajka guvernéra Curaçaa Poměr stran: 2:3
Vlajka Curaçaa (1982–1984) Poměr stran: 2:3